# Deus (gruppo musicale)
I Deus sono un gruppo musicale rock belga proveniente da Anversa, nato all'inizio degli anni novanta.

## Stile
Il loro stile è caratterizzato da una eclettica combinazione di elementi tratti da diversi generi musicali, in particolare rock, punk, blues e jazz, in cui si riconoscono l'influenza di artisti eterogenei quali Velvet Underground, Captain Beefheart, Charles Mingus e Leonard Cohen.

## Storia
Il nucleo originale dei dEUS, formato da Tom Barman, Stef Kamil Carlens, Klaas Janzoons e Jules De Borgher, si formò nel 1991 ma pubblicò il primo album in studio nel 1994.
Il loro lavoro di debutto, Worst Case Scenario, viene talvolta considerato uno degli album più influenti degli anni '90, e rivela già completamente l'eclettismo stilistico di questa band. Vi si trovano elementi che ricordano Sonic Youth, Yo La Tengo e Pixies, composti in un art rock arricchito di soluzioni jazz e sperimentali.
Nel 1993 si unisce a loro l'eclettico chitarrista e pittore Rudy Trouvé, artefice delle copertine dei primi lavori, che lascerà la band due anni dopo.
Nel 1995 i dEUS pubblicarono un EP intitolato My Sister Is My Clock composto da una sola traccia della durata di 25 minuti e composta a sua volta da 13 brevi tracce.
Nel 1996 il loro secondo album In a Bar, Under the Sea, rispetto al precedente più orientato a soluzioni melodiche e pop, pur interpretate in uno spirito arty.
Dopo l'abbandono di Carlens (che decide di formare una band tutta sua, i Moondog Jr.), il gruppo pubblicò The Ideal Crash (1999), il loro disco più conosciuto, nel quale il gruppo riuscì a fondere l'anima psichedelica e alla continua ricerca di nuove sonorità, con quella più intima e pacata. In questo album infatti sono presenti canzoni che ricordano lo stile di Worst Case Scenario, come ad esempio la traccia d'apertura Put the freaks up front e la title track The Ideal Crash, ma anche canzoni più melodiche come Sister Dew e Instant Street, per finire al lo-fi di Dream sequence #1.
Barman nel 2003 scrive e dirige il film Any Way the Wind Blows.

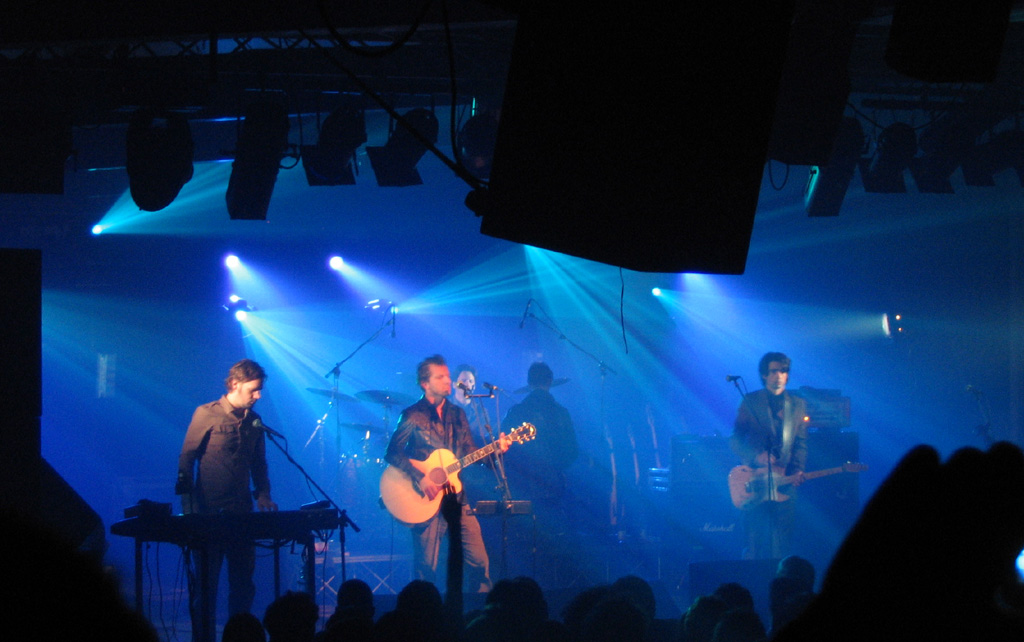
Durante un concerto a Rimini 26.11.2005

Nel 2004 Barman ruppe il silenzio, collaborando con C.J. Bolland alla creazione del progetto di musica elettronica chiamato Magnus. Diversi cambiamenti di organico portarono più volte la band sul punto dello scioglimento. Nel 2005, tuttavia, Barman ha pubblicato, insieme a una formazione rinnovata e inedita composta da Klaas Janzoons, Stéphane Misseghers (ex Soulwax), Alan Gevaert (ex Twee Belgen) e Mauro Pawlowski, il quarto album dei dEUS, Pocket Revolution.
Nel 2007 il gruppo è tornato in studio per registrare il quinto lavoro dal titolo Vantage Point uscito il 21 aprile del 2008. A questo lavoro collabora Fever Ray del duo The Knife (in Slow). La protagonista del videoclip del singolo Eternal Woman è l'attrice toscana Martina Stella.
Il frontman Tom Barman nel gennaio 2011 aveva dichiarato che ad aprile 2011 sarebbe uscito il nuovo album dal titolo Keep You Close, uscita poi posticipata per il settembre dello stesso anno. Il 19 luglio 2011 esce il primo singolo, dal titolo Constant Now, mentre il nuovo album è uscito il 20 settembre dello stesso anno. Ospite della band, in due tracce, Greg Dulli (Afghan Whigs).
Poche settimane dopo la pubblicazione di Keep You Close, la band ritorna in sala di registrazione e attraverso il suo sito ufficiale la band annuncia l'uscita di un nuovo album, pubblicato l'8 giugno 2012 ed intitolato Following Sea.
Alla fine del 2014 la band pubblica, in occasione del ventennale dalla sua formazione, l'antologia doppia "Selected Songs 1994-2014" che raccoglie gli episodi più significativi tratti dalla loro discografia.
A ottobre 2016 il chitarrista Mauro Pawlowski annuncia la sua uscita dalla band.
Il 6 febbraio 2018 il gruppo annuncia attraverso la sua pagina facebook l'ingresso del chitarrista Bruno De Groote.
Il 17 agosto 2021, sempre attraverso i social, il gruppo annuncia l'uscita di De Groote in seguito alle conseguenze di un ictus ed il temporaneo ritorno di Mauro Pawlowski per suonare nei concerti già fissati.
Il 13 giugno del 2022 durante un concerto in Grecia, Tom Barman annuncia il rientro ufficiale di Mauro Pawlowski nella band.

## Formazione
Attuale
- Tom Barman (1991-presente)
- Klaas Janzoons (1991-presente)
- Stéphane Misseghers (2004-presente)
- Alan Gevaert (2004-presente)
- Mauro Pawlowki (2004-2017; 2021-presente)

Ex componenti
- Mark Meyers (1991-1993)
- Stef Kamil Carlens (1991-1996)
- Rudy Trouvé (1991-1995)
- Jules de Borgher (1991-2004)
- Craig Ward (1995-2004)
- Danny Mommens (1996-2004)
- Tim Vanhamel (1999-2000)
- Bruno De Groote (2018-2021)

## Discografia

### Album in studio
- 1994 – Worst Case Scenario (Island Records)
- 1996 – In a Bar, Under the Sea (Island Records)
- 1999 – The Ideal Crash (Island Records)
- 2005 – Pocket Revolution (V2 Records)
- 2008 – Vantage Point (V2 Records)
- 2011 – Keep You Close (Pias)
- 2012 – Following Sea (Pias)
- 2023 – How To Replace It (Pias)

### Album video
- 2002 – No More Video

### EP
- 1993 – Zea
- 1995 – My Sister = My Clock

### Raccolte
- 2001 – No More Loud Music: The Singles
- 2014 – Selected Songs 1994-2014